# Aljoša Buha
Aljoša Buha, bosansko-hercegovski bas kitarist in skladatelj, * 4. januar 1962, Ljubljana, † 18. september 1986, Jablanica.
Znan je bil kot član glasbenih skupin Crvena jabuka, Kongres in Flota.

## Življenjepis
Rodil se je v Ljubljani očetu iz Bosne in Hercegovine ter materi Slovenki. 
Starša Krsto Buha in Vida Tribušon sta se tam spoznala in poročila v študentskih letih. Odraščal je v Zenici, v istem bloku kot bobnar Darko Jelčić Cunja. Bila sta kot brata. Skupaj sta igrala v šolskih in gimnazijskih glasbenih zasedbah ter kasneje v skupini Flota.
Po končani gimnaziji v Zenici je vpisal študij filozofije in sociologije v Sarajevu ter se pridružil novovalovski zasedbi Kongres. Kot basist, pevec in tekstopisec je soustvaril LP ploščo Zarjavele trobente.
Zaradi prezgodnje materine smrti je veliko časa preživljal pri babici v Novi Gorici. Želel si je sem tudi preseliti. V spominu je ostal kot razgledan, preprost, navihan, zabaven, fant na mestu. Od tod dve pesmi v slovenščini na albumu; naslovna Zarjavele trobente in Zabava. Avtorja pesmi, ki jo še danes mnogi pripisujejo Zoranu Predinu oziroma Lačnemu Franzu, sta torej bila Aljoša Buha in bobnar Adam Subašić Cupi iz sarajevske skupine Kongres.
Bil je umetniška duša, talentiran pesnik in publicist. Za tretji program sarajevskega radija je iz slovenščine prevajal filozofsko literaturo in eseje. Rad je obiskoval razstave in se navduševal nad klasiko. Glasbeno so nanj vplivali Rolling Stones, Doors, Police in Šarlo Akrobata.
Leta 1985 sta se z Darkom Jelčićem Cunjo pridružila novoustanovljeni skupini Crvena Jabuka. Sestavljali so jo še kitarist Zlatko Arslanagić Zlaja, pevec in kitarist Dražen Ričl Zijo ter Dražen Žerić Žera na klaviaturah. Istoimenski debutni album je dosegel bliskovit uspeh, organizirana je bila prva samostojna turneja.
Turneje ni bilo. Aljoša Buha in Dražen Ričl sta umrla v tragični prometni nesreči na poti na koncert, ki bi moral biti v Mostarju. Aljoša je pokopan v Zenici na pokopališču Crkvice poleg svoje mame. Skupina jima je v spomin posvetila svoj drugi album Za sve ove godine, Zilhad Ključanin zbirko poezij Mlade pjesme, na mestu nesreče pri Jablanici pa so postavili spominsko ploščo v obliki razpolovljenega rdečega jabolka. Nobenega obeležja nima v Novi Gorici.
Njegov stric je profesor in filozof, kasneje politik Aleksa Buha; oče pa je sinu ki ga je dobil v drugem zakonu, znova dal ime Aljoša. Tudi on igra bas kitaro in se ukvarja z umetnostjo. Živi v Bijeljini, kamor se je družina med vojno preselila iz Zenice.

## Diskografija
- Kongres: Zarjavele trobente (Diskoton, 1984)
- Crvena jabuka: Crvena jabuka (Jugoton, 1986)